# Правосуддя (телесеріал)
Правосуддя (англ. The Fix) — американський телесеріал, який почали транслювати на каналі ABC з 18 березня 2019 року. Сюжет засновано на ідеї Марсії Кларк, колишнього прокурора в справі О. Джей Сімпсона, і є довільною фантазією про те, як могли б розгортатися події, якби Сімпсон скоїв ще одне вбивство.

## Синопсис
Мая Тревіс, колишній помічник головного прокурора, ганебно програє гучну справу проти чорношкірого актора, якого підозрювали у вбивстві власної дружини. Травмована поразкою і увагою ЗМІ, Мая залишає посаду прокурора і втікає на ранчо, де вісім років займається розведенням коней. Проте одного дня в її двері стукає її колишній колега з шокуючою звісткою — коханку її колишнього обвинувачуваного знайдено вбитою на пляжі і у помічників головного прокурора штату з'являється ще один шанс покарати винного. 

## Головні та другорядні ролі

### Головні ролі
- Робін Танні — Мая Тревіс, головний герой серіалу, помічник головного прокурора штату, головний обвинувачувач в справі актора Севі Джонсона.
- Адевале Акінуойє-Агбадже — Севі Джонсон, чорношкірий колишній спортсмен, нині актор, якого було виправдано судом присяжних у справі про вбивство його дружини.

### Другорядні ролі
- Адам Райнер[en] — Метью Колліер, помічник головного прокурора, старий колега Маї, який повертає її до справи проти Джонсона.
- Меррін Данґі[en] — Сі Джей Бернштейн, головний слідчий офісу головного прокурора.
- Брекін Меєр — Алан "Чарлі" Віест, головний прокурор Лос-Анджелесу, який передає всю роботу своїм помічникам і більше турбується про свою кар'єру, аніж про справедливість в справі Джонсона.
- Марк Блукас — Рів, коханець Маї, власник ранчо.
- Музам Маккар — Лоні Кампур, помічниця Маї, заступник прокурора, яка має корупційні зв'язки з адвокатом Езрою Вольфом.
- Алекс Саксон[en] — Габріель Джонсон, пасинок Севі.
- Скотт Коен — Езра Вольф, відомий високооплачуваний адвокат, який захищає інтереси багатіїв та знаменитостей. Відомий як «Вовкулака» за агресивний стиль захисту і неперебірливість в методах задля досягнення мети.
- Тейлор Калупа — Джессіка Меєр, коханка Джонсона, чия смерть стає підставою для нової справи проти Севі.
- Робін Ґівенс — Джулія Джонсон, колишня дружина Джонсона, яка постійно тягне з нього гроші за те, щоб грати на людях роль щасливої матері бездоганної сім'ї.
- Роббі Джонс[en] — Вінсент Норт, детектив поліції.
- Ваннесса Васкес[en] — Діа Брісеньой, коханка Джонсона, інформаторка поліції.
- Роберт Віздом — Бак Ніл.

## Епізоди
| № серії | Назва серії        | Режисер(и)        | Сценарист(и)                               | Оригінальна дата показу | Глядачів U.S. (млн) |
| ------- | ------------------ | ----------------- | ------------------------------------------ | ----------------------- | ------------------- |
| 1       | «Пілот»            | Лариса Кондрацька | Марсія Кларк / Елізабет Крафт / Сара Файн  | 18 березня 2019         | 4.40                |
| 2       | «Помста»           | Майкл Катлеман    | Марсія Кларк / Елізабет Крафт та Сара Файн | 25 березня 2019         | 3.85                |
| 3       | «Дроти»            | Стів Робін        | Джером Шварц та Деніз Ган                  | 1 квітня 2019           | 2.98                |
| 4       | «Скандал»          | Едвард Орнелас    | Венді Мерікл та Кетрін ЛеПард              | 8 квітня 2019           | 3.23                |
| 5       | «Збреши мені»      | Венді Станцлер    | Ола Шокунбі                                | 15 квітня 2019          | 3.08                |
| 6       | «Втікач»           | Стейсі К. Блек    | Деніз Ган                                  | 22 квітня 2019          | Буде визначено      |
| 7       | «Шепіт привидів»   | Ренді Зіск        | Кетрін ЛеПард                              | 29 квітня 2019          | Буде визначено      |
| 8       | «Королева на день» | Буде визначено    | Буде визначено                             | 6 травня 2019           | Буде визначено      |
| 9       | «Небезпека!»       | Буде визначено    | Буде визначено                             | 13 травня 2019          | Буде визначено      |
| 10      | «Вбивця»           | Буде визначено    | Буде визначено                             | 20 травня 2019          | Буде визначено      |